# Lang Leve...
Lang Leve... was een komisch programma op VTM waarin Jonas Van Geel het leven van bekende Vlamingen verfilmde als een parodie. Het eerste seizoen werd in het najaar van 2013 uitgezonden, het tweede verscheen in september 2014 op tv.
Lang Leve... werd in oktober 2013 genomineerd voor de Montreux Comedy Awards in de categorie Best Comedy Special.

## Afleveringen

### Seizoen 1
| Afl. | Uitzending        | Live kijkers | Gast                 |
| ---- | ----------------- | ------------ | -------------------- |
| 1    | 3 september 2013  | 667.952      | Natalia              |
| 2    | 10 september 2013 | 574.697      | Bart De Pauw         |
| 3    | 17 september 2013 | 502.123      | Koen Wauters         |
| 4    | 24 september 2013 | 521.655      | Regi Penxten         |
| 5    | 1 oktober 2013    | 613.722      | Gert Verhulst        |
| 6    | 8 oktober 2013    | 640.563      | Christoff            |
| 7    | 15 oktober 2013   | 523.589      | Urbanus              |
| 8    | 22 oktober 2013   | 611.328      | Jacques Vermeire     |
| 9    | 29 oktober 2013   | 601.419      | Bart Peeters         |
| 10   | 5 november 2013   | 544.955      | Tom Waes             |
| 11   | 12 november 2013  | 494.269      | Compilatieaflevering |
| 12   | 19 november 2013  | Onbekend     | Compilatieaflevering |

### Seizoen 2
| Afl. | Uitzending        | Live kijkers | Gast                         |
| ---- | ----------------- | ------------ | ---------------------------- |
| 1    | 2 september 2014  | 702.765      | Astrid Bryan                 |
| 2    | 9 september 2014  | 676.223      | Jan Leyers                   |
| 3    | 16 september 2014 | 662.956      | De Romeo's                   |
| 4    | 23 september 2014 | 785.596      | Nicole & Hugo                |
| 5    | 30 september 2014 | 678.153      | Marco Borsato                |
| 6    | 7 oktober 2014    | 812.744      | Erik Van Looy                |
| 7    | 14 oktober 2014   | 929.703      | Nathalie Meskens             |
| 8    | 21 oktober 2014   | 798.865      | Mike Verdrengh (25 jaar VTM) |
| 9    | 28 oktober 2014   | 534.395      | Compilatieaflevering         |
| 10   | 4 november 2014   | 484.313      | Compilatieaflevering         |